# ساختار زمین
ساختار زمین یا ساختار درونی زمین را قشرهای کروی‌شکل و لایه‌بندی شده‌ای که دارای مرکز مشترکی هستند تشکیل می‌دهند.
بر پایهٔ مشاهدات مکان‌نگاری (توپوگرافی) و ژرفاسنجی، بررسی برون‌زدهای سنگی، نمونه‌هایی که از ژرفای بیشتر توسط آتشفشان‌ها یا فعالیت آتشفشانی به سطح آمده، تجزیه و تحلیل امواج لرزه‌ای‌یی که از درون زمین عبور می‌کنند، اندازه‌گیری‌های میدان‌های گرانشی و مغناطیسی زمین و آزمایش‌ها با مواد جامد متبلور در فشارها و دمای متناسب و مشابه با وضعیت داخلی عمیق زمین، دانسته شده که قشرهای زمین هر یک دارای یک ترکیب شیمیایی مشخص است. یک پوسته جامد بیرونی از سیلیکات، یک گوشته یا استنوسفر با گران‌روی بالا، و یک هسته که بخش بیرونی آن مایع با گران‌روی بسیار کم، و بخش درونی آن جامد «پلاسما با رفتاری جامدگونه»، این قشرهای کروی را تشکیل می‌دهند.
پوسته بیرونی‌ترین لایهٔ زمین است و بیشتر از اکسیژن و سیلیکون ساخته‌شده و تا امروز تنها جایی است که زندگی بر روی آن شناخته شده‌است. گوشته بزرگ‌ترین و پهناورترین لایهٔ زمین است و از سنگ‌های نیمه‌جامد بسیار نرم و چگال و بیشتر از آهن و منیزیم ساخته شده‌است. سنگ‌کره بخش سفت و سخت زمین و به حالت جامد است و تمام سطح کرهٔ زمین از بالای کوه اورست تا انتهای درازگودال ماریانا را می‌پوشاند و از کانی‌ها ساخته شده‌است. سنگ‌کره همیشه به آرامی در حال حرکت است و به بشقاب‌های زمین‌ساختی تکه‌تکه شده‌است. جنبش زمین‌ساخت بشقابی عامل بسیاری از رویدادهای زمین‌شناسی مانند زمین‌لرزه‌ها و آتشفشان‌ها است. سست‌کره بخش نرم کرهٔ زمین است که گمان زده می‌شود که بسیار گرم‌تر و مایع‌تر از سنگ‌کره باشد. اگرچه سنگ‌های این لایه جامد و نیمه گداخته هستند، اما در پاسخ به تغییر شکل، روان و جاری می‌شوند. هسته درونی‌ترین و گرم‌ترین لایهٔ کرهٔ زمین است و به‌طور کامل از فلز ساخته شده‌است. هستهٔ بیرونی از فلزات ذوب‌شدهٔ آهن و نیکل و همچنین گوگرد ساخته‌شده و به باور دانشمندان، میدان مغناطیسی زمین را کنترل می‌کند. جنس هستهٔ درونی زمین، جامد و از آهن است و دمای تقریبی آن °۶٬۰۰۰ سانتی‌گراد (به اندازهٔ دمای سطح خورشید) و فشار آن ۴۵٬۰۰۰ پوند بر اینچ مربع است. شعاع متوسط کرهٔ زمین (از پوسته تا مرکز هسته) ۶٬۳۷۱ کیلومتر یا با نماد علمی ۱۰۳×۶٫۳۷۱ کیلومتراست.
دانسته‌های کنونی ما دربارهٔ ساختار زمین از مطالعات دربارهٔ مسیرها و ویژگی‌های امواج لرزه‌ای (امواج پی و اس) و آزمایش بر روی کانی‌ها و مشاهدات سنگ‌های سطحی و حرکات زمین در سامانهٔ خورشیدی به دست آمده‌است.
حدود ۲۷۰ میلیون سال پیش، ابرقاره‌ای به نام پانگه آ (شامل همهٔ قاره‌های زمین) وجود داشت که یک سوم زمین را پوشش می‌داد و اقیانوس جهانی پانتالاسا آن را احاطه کرده‌بود. فروپاشی این ابرقاره در حدود ۲۰۰ میلیون سال پیش آغاز شد و سرانجام قاره‌های امروزی (آسیا، آفریقا، آمریکای شمالی، آمریکای جنوبی، جنوبگان، اروپا و استرالیا) پدید آمدند. اکنون علاوه بر این هفت قاره، پنج اقیانوس (اقیانوس آرام، اقیانوس اطلس، اقیانوس هند، اقیانوس منجمد جنوبی و اقیانوس منجمد شمالی) بر روی زمین وجود دارد. به عوارض سطح زمین، زمین‌چهر می‌گویند که ساخت زمین‌چهرها گاهی میلیون‌ها سال طول می‌کشد.
گرانش زمین توسط آیزاک نیوتن کشف‌شد و گرانش استاندارد برابر با ۹٫۸۰۶۶۵ متر بر مجذور ثانیه (m/s۲) است. اما مقدار گرانش در همه جای زمین یکسان نیست و به چرخش زمین، ارتفاع از سطح دریا، تفاوت جرم و جزر و مد وابسته است. مقدار گرانش با افزایش ژرفای زمین، دما و فشار نیز افزایش می‌یابد. جرم زمین برابر با ۱۰۲۴×۵٬۹۷۲۲ کیلوگرم و حجم آن برابر با ۱۰۱۲×۱٫۰۸۳۲۱ کیلومتر مکعب و چگالی آن برابر با ۵٫۵۱۳ گرم بر سانتی‌متر مکعب است.

## عناصر و ترکیبات سازندهٔ زمین
زمین از کانی‌ها، گدازه، مایعات و ترکیبات فرّار ساخته شده‌است. اکسیژن فراوان‌ترین عنصر سازندهٔ بخش سنگی زمین (پوسته و گوشته) است. علاوه بر اکسیژن، بیشتر سنگ‌ها دارای عنصر سیلیکون هستند و این‌گونه سنگ‌ها را سنگ‌های سیلیکاتی می‌نامند. تنها برخی از سنگ‌های رسوبی مانند سنگ آهک دارای اکسیژن هستند، اما سیلیکون ندارند. این‌گونه سنگ‌ها در نزدیکی سطح پوسته یافت می‌شوند. سنگ‌ها دارای ترکیباتی از اکسیدهای برخی عناصر هستند. برخی از این ترکیبات عبارتند از: سیلیسیم دی‌اکسید (SiO۲)، آلومینیم تری‌اکسید (Al۲O۳)، اکسید منیزیم (MgO)، اکسید آهن (FeO)، اکسید کلسیم (CaO)، سدیم اکسید (Na۲O) و پتاسیم اکسید (K۲O).
برخی از عناصر ساختار زمین معروف به عنصرهای خاکی کمیاب یا فلزات خاکی کمیاب هستند. این فلزات عبارتند از: اسکاندیم (Sc)، ایتریم (Y)، لانتان (La)، سریم (Ce)، پرازئودیمیم (Pr)، نئودیمیم (Nd)، پرومتیم (Pm)، ساماریم (Sm)، یوروپیم (Eu)، گادولینیم (Gd)، تربیم (Tb)، دیسپروزیم (Dy)، هولمیم (Ho)، اربیم (Er)، تولیم (Tm)، ایتربیم (Yb) و لوتتیم (Lu). هنگامی که این فلزات با فلزات دیگر آلیاژ می‌شوند، برخی می‌توانند افزایش خاصیت مغناطیسی، مقاومت و دمای بالا و ویژگی‌های دیگری را ارائه دهند. برای نمونه، آهن‌ربا با مقاومت بالا از نئودیمیم، آهن و بور ساخته شده‌است.
| عنصر       | نماد شیمیایی | درصد موجود در پوسته | درصد موجود در گوشته | درصد موجود در هسته | درصد موجود در زمین |
| ---------- | ------------ | ------------------- | ------------------- | ------------------ | ------------------ |
| آهن        | Fe           | ۵                   | ۶                   | ۸۵                 | ۳۲                 |
| اکسیژن     | O            | ۴۷                  | ۴۴                  | ۶                  | ۳۰                 |
| سیلیسیم    | Si           | ۲۸                  | ۲۲                  |                    | ۱۵                 |
| منیزیم     | Mg           | ۲٫۱                 | ۲۳                  |                    | ۱۴                 |
| گوگرد      | S            |                     |                     | ۲                  | ۲٫۹                |
| نیکل       | Ni           |                     |                     | ۵                  | ۱٫۸                |
| کلسیم      | Ca           | ۳٫۶                 | ۲٫۳                 |                    | ۱٫۵                |
| آلومینیم   | Al           | ۸                   | ۲٫۲                 |                    | ۱٫۴                |
| سدیم       | Na           | ۲٫۸                 | ۰٫۲                 |                    |                    |
| پتاسیم     | K            | ۲٫۶                 |                     |                    |                    |
| عناصر دیگر |              | ۰٫۹                 | ۰٫۳                 | ۲                  | ۱٫۴                |

## مطالعه پیرامون ساختار زمین

حرکت امواج لرزه‌ای (امواج پی و اس) حدود

سه قرن پیش، آیزاک نیوتن پیرامون سیارات و نیروی گرانش به مطالعه پرداخت و محاسبه کرد که میانگین چگالی زمین دو برابر چگالی سنگ‌های سطح زمین است و به همین دلیل درون زمین باید از سنگ‌های بسیار چگالتر ساخته شده‌باشد. دانش ما دربارهٔ درون زمین نسبت به دوران نیوتن بسیار بهبود یافته‌است، اما مقدار چگالی زمین نسبت به آن زمان تغییری نکرده‌است. اطلاعات کنونی ما دربارهٔ درون زمین از مطالعات پیرامون مسیرها و ویژگی‌های امواج لرزه‌ای و آزمایش بر روی کانی‌های و سنگ‌های سطحی در دما و فشار بالا به دست آمده‌است. اطلاعات دیگر نیز از مشاهدات زمین‌شناسی سنگ‌های سطحی و مطالعات پیرامون حرکات زمین در منظومهٔ خورشیدی، گرانش و میدان مغناطیسی زمین و گرمای درون زمین به دست آمده‌است.
امواج لرزه‌ای به دو گروه تقسیم می‌شوند: امواج بدنه‌ای یا (body waves) و امواج سطحی یا (surface Waves). امواج بدنه‌ای خود به دو نوع تقسیم می‌شوند: امواج پی امواج طولی هستند و می‌توانند در در جامدات و مایعات پخش شوند ولی امواج اس امواج عرضی هستند و فقط می‌توانند در جامدات (و نه در مایعات) منتشر شوند. این امواج به‌طور طبیعی توسط زمین‌لرزه‌ها و آتشفشان‌ها و حتی توسط امواج آب در اقیانوسها و دریاها، یا به‌طور مصنوعی توسط انفجارها و دستگاه‌های مکانیکی تولید می‌شوند.
به غیر از این راه‌ها، برای شناخت ساختار زمین از ماشین‌های حفاری زمین استفاده می‌شود. این وسیله می‌تواند زمین را حفاری کند و سوراخ‌های بزرگی به وجود بیاورد که این سوراخ‌ها امکان مطالعه و شناخت زمین را آسان می‌کنند.

## شکل زمین

### پیش از پانگه‌آ
در بزرگ‌ابردوران پرکامبرین، بر روی زمین لایه‌های مختلف سنگ‌های رسوبی وجود داشت. پرکامبرین بخش بزرگی از تاریخ زمین را شامل می‌شود و آغاز آن به پیدایش زمین در حدود ۴٫۵ میلیارد (۴۵۰۰ میلیون) سال پیش و پایان آن به ۶۰۰ میلیون سال پیش بازمی‌گردد. از حدود ۶۰۰ میلیون سال پیش، جانوران چند سلولی پدید آمدند و زیست بر روی زمین شکل‌گرفت. در این زمان، زمین از حالت اصلی گدازه‌ای و آتشفشانی خود درآمد و پوستهٔ جامد گسترش یافت و اقیانوس‌ها با تبخیر آب در جو زمین پدید آمدند.

### رانش قاره‌ای

جداشدن قاره‌ها از پانگه‌آ

در اوایل سدهٔ بیستم، دانشمندی آلمانی به نام آلفرد وگنر نظریه‌ای ارائه داد که قاره‌های زمین از رانشی به سراسر زمین منتقل شده‌اند و نام این رانش را رانش قاره‌ای نهاد. وگنر متوجه‌شد که غرب آفریقا و شرق آمریکای جنوبی مانند تکه‌های پازل می‌مانند. او نخستین کسی نبود که این موضوع را اطلاع داد، اما نخستین کسی بود که شواهدی پیدا کرد که این دو قاره به یک‌دیگر متصل بوده‌اند. او معتقد بود که این دو قاره بخشی از سرزمینی بزرگ و واحد بوده‌اند و شواهد زمین‌شناسی و زیست‌شناسی بسیاری به‌دست آورده‌بود که این موضوع را ثابت می‌کرد. برای نمونه، سنگوارهٔ خزنده‌ای باستانی به نام مسوسورس فقط در جنوب آفریقا و آمریکای جنوبی یافت می‌شود. این جانور با طول یک متر (۳٫۳ فوت)، توانایی شنا در مسافت‌های طولانی مانند اقیانوس اطلس را ندارد. وگنر معتقد بود که همهٔ قاره‌ها (نه فقط آفریقا و آمریکای جنوبی) در یک ابرقاره به یک‌دیگر متصل بودند. او نام این سرزمین بزرگ باستانی را پانجه‌آ (به معنی همهٔ سرزمین‌ها در زبان یونانی) نهاد.
|               |                       |
| نام قاره      | اندازه (کیلومتر مربع) |
| آسیا          | ۴۴٬۳۹۱٬۱۶۲            |
| آفریقا        | ۳۰٬۲۴۴٬۰۴۹            |
| آمریکای شمالی | ۲۴٬۲۴۷٬۰۳۹            |
| آمریکای جنوبی | ۱۷٬۸۲۱٬۰۲۹            |
| جنوبگان       | ۱۴٬۲۴۵٬۰۰۰            |
| اروپا         | ۱۰٬۳۵۴٬۶۳۶            |
| استرالیا      | ۷٬۶۸۶٬۸۸۴             |

پانجه‌آ در حدود ۲۷۰ میلیون سال پیش و در دورهٔ پرمین وجود داشت و یک‌سوم از سطح زمین را پوشش می‌داد و اقیانوس جهانی پانتالاسا آن را احاطه کرده‌بود. فروپاشی پانجه‌آ اکنون از دیدگاه زمین‌ساخت بشقابی (و نه از دیدگاه کهنهٔ وگنر) توضیح داده می‌شود. این ابرقاره به یک‌باره شکسته‌نشده و در مراحل مجزا تکه‌تکه شده‌است. فروپاشی پانجه‌آ در حدود ۲۰۰ میلیون سال پیش و در دورهٔ ژوراسیک آغاز شد. حدود ۱۸۰ میلیون سال پیش، نخستین اقیانوس تشکیل‌شده از فروپاشی پانجه‌آ، اقیانوس اطلس مرکزی بود که میان شمال‌غربی آفریقا و آمریکای شمالی و جنوب‌غربی اقیانوس هند میان آفریقا و قطب جنوب قرار داشت. حدود ۱۴۰ میلیون سال پیش، با جداشدن آفریقا و آمریکای شمالی از یک‌دیگر، اقیانوس اطلس جنوبی به وجود آمد. حدود ۸۰ میلیون سال پیش، آمریکای شمالی از اروپا جداشد؛ استرالیا از قطب جنوب و هند نیز از ماداگاسکار دور شد. در حدود ۵۰ میلیون سال پیش، هند در نهایت با اوراسیا برخورد کرد و رشته‌کوه هیمالیا تشکیل‌شد و سرانجام، قاره‌های امروزی شکل گرفتند.
| Shows the extent and boundaries of tectonic plates, with superimposed outlines of the continents they support |                       |
| نام اقیانوس                                                                                                   | اندازه (کیلومتر مربع) |
| اقیانوس آرام                                                                                                  | ۱۵۵٬۵۵۷٬۰۰۰           |
| اقیانوس اطلس                                                                                                  | ۷۶٬۷۶۲٬۰۰۰            |
| اقیانوس هند                                                                                                   | ۶۸٬۵۵۶٬۰۰۰            |
| اقیانوس منجمد جنوبی[الف]                                                                                      | ۲۰٬۳۳۷٬۰۰۰            |
| اقیانوس منجمد شمالی                                                                                           | ۱۴٬۰۵۶٬۰۰۰            |

اکنون هفت قاره بر روی کرهٔ زمین وجود دارد: آسیا، آفریقا، آمریکای شمالی، آمریکای جنوبی، اروپا، استرالیا و جنوبگان. اما برخی از جغرافی‌دانان تنها فهرست شش قاره را ارائه می‌دهند و آسیا و اروپا را با هم ترکیب می‌کنند و آن را یک قاره (اوراسیا) به‌شمار می‌آورند. در برخی از جاها، دانش‌آموزان یادمی‌گیرند که بر روی زمین تنها پنج قاره وجود دارد: اوراسیا، استرالیا، آفریقا، جنوبگان و آمریکا. برخی از جغرافی‌دانان قاره را نه فقط یک اصطلاح فیزیکی، بلکه یک اصطلاح فرهنگی نیز می‌دانند؛ برای نمونه، آسیا و اروپا از دیدگاه فیزیکی بخشی از یک سرزمین هستند، اما از دیدگاه فرهنگی متفاوت هستند. جزایر واقع در نزدیکی قاره‌ها، بخشی از آن قاره محسوب می‌شوند؛ برای نمونه، گرینلند از دیدگاه سیاسی بخشی از اروپا و از دیدگاه جغرافیایی بخشی از آمریکای شمالی است. برخی از جزایر مانند نیوزیلند، هاوائی و پلی‌نزی نیز بخشی از قاره محسوب نمی‌شوند. اقیانوسیه نام مجموعهٔ سرزمین‌های اقیانوس آرام است. اقیانوسیه نامی مناسب برای این سرزمین‌ها به استثنای استرالیا است که این سرزمین‌ها بخشی از قاره نیستند و اقیانوسیه نیز یک قاره محسوب نمی‌شود. کوه اورست مرتفع‌ترین کوه زمین و بلندترین نقطهٔ کرهٔ زمین با ارتفاع ۸٬۸۵۰ متر (۲۹٬۰۳۵ فوت) است که در رشته‌کوه هیمالیا در منطقهٔ خودمختار تبت چین در آسیا قرار دارد.
اقیانوس‌ها ۷۱ درصد سطح کرهٔ زمین را پوشانده‌اند و برای گیاهان و جانوران مهم هستند. پنج اقیانوس بر روی زمین وجود دارد: اقیانوس آرام، اقیانوس اطلس، اقیانوس هند، اقیانوس منجمد جنوبی و اقیانوس منجمد شمالی. با این حال، این پنج اقیانوس به یک‌دیگر متصل‌اند. درازگودال ماریانا عمیق‌ترین نقطهٔ جهان است که تا ژرفای ۱۰٬۹۲۴ متر (۳۵٬۸۴۰ فوت) درون زمین ادامه می‌یابد و در اقیانوس آرام قرار دارد.

#### زمین‌چهر
زمین‌چهر به عوارض سطح زمین مانند کوه‌ها، تپه‌ها، فلات‌ها و دشت‌ها (عوارض عمده) و همچنین تختال‌ها، ژرف‌دره‌ها، دره‌ها و حوضه‌های آبریز (عوارض جزئی) گفته می‌شود. در اثر جنبش بشقاب‌های زمین‌ساختی در زیر زمین و فشار دادن کوه‌ها و تپه‌ها، زمین‌چهر ساخته می‌شود. همچنین، آب و باد با فرسایش زمین می‌تواند زمین‌چهرهایی مانند دره‌ها و ژرف‌دره‌ها بسازد. این دو فرایند طی مدت طولانی و گاهی میلیون‌ها سال روی می‌دهد. مرتفع‌ترین و بلندترین زمین‌چهر زمین، کوه اورست است. زمین‌چهرها می‌توانند به شکل رشته‌کوه‌ها و حوضه‌های آبریز زیر دریا وجود داشته‌باشند و درازگودال ماریانا عمیق‌ترین زمین‌چهر بر روی کرهٔ زمین است.

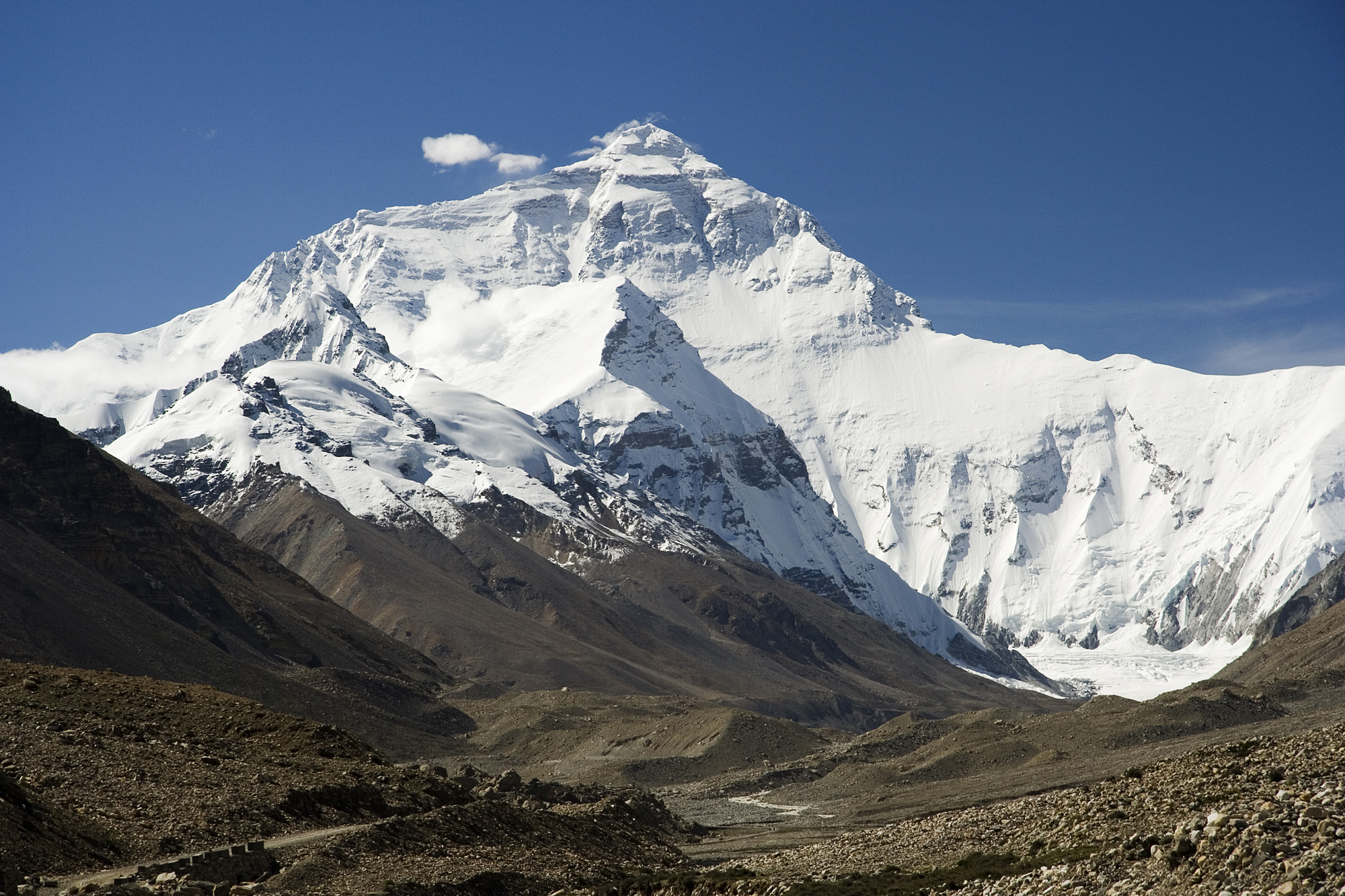
کوه اورست، بلندترین کوه و مرتفع‌ترین نقطه بر روی کرهٔ زمین

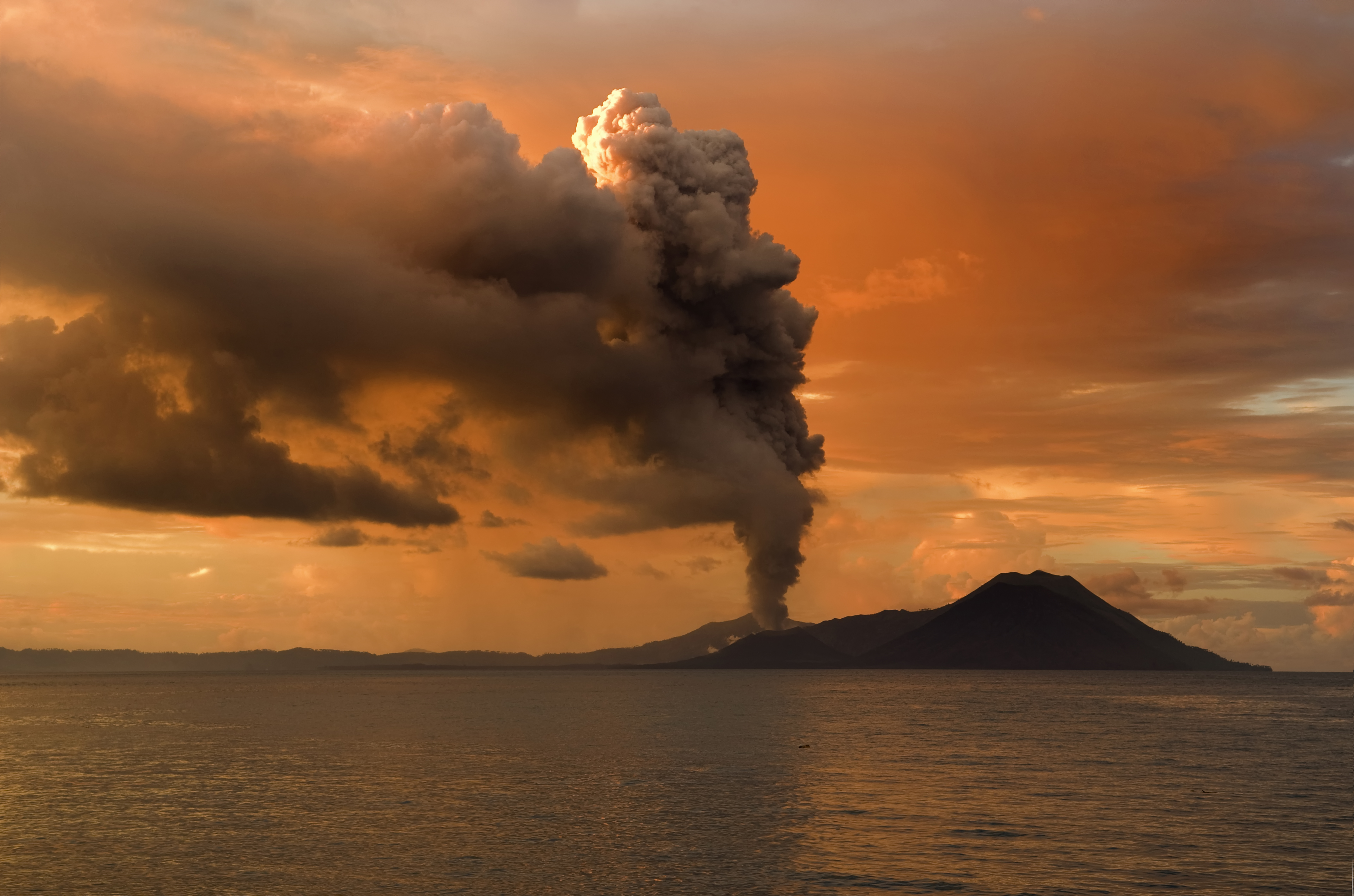
آتشفشان تاووروور در حال فعال شدن

- زمین‌چهر کوهستانی: زمین‌چهر کوهستانی از محیط پیرامون خود بلندتر و برجسته‌تر است و شامل دامنهٔ شیب‌دار و قله و به‌طور کلی بزرگتر از تپه است. کوه‌ها به ندرت به صورت جداگانه و معمولاً به صورت زنجیره‌ای دراز دیده می‌شوند. هنگامی که زنجیره‌ای از کوه‌ها به یک‌دیگر متصل باشند، یک رشته‌کوه پدید می‌آید. پهناوری رشته‌کوه‌ها به ده‌ها تا صدها کیلومتر می‌رسد و از پیرامون خود بلندتر هستند و کوه‌ها توسط دره‌ها از یک‌دیگر جدا می‌شوند. در بسیاری از رشته‌کوه‌ها، فلات‌هایی قرار دارند.[۱۶]
- زمین‌چهر قاره‌ای: زمین‌چهر قاره‌ای به هر یک از عوارض مکان‌نگاری زمین گفته می‌شود که از این عوارض می‌توان به کوه‌ها (از جمله مخروط‌های آتشفشانی)، فلات‌ها و دره‌ها اشاره کرد.[۱۷]
- زمین‌چهر رودخانه‌ای: زمین‌چهر رودخانه‌ای حاصل از حرکت آب روی زمین است. جریان آب مهم‌ترین فرایند بیرونی شکل‌دادن به سطح زمین است. زمین‌چهر رودخانه‌ای ممکن‌است مانند دشت‌های سیلابی، مخروط افکنه‌ها و دلتاها، رسوبی باشند یا مانند دره‌ها و تنگه‌ها، فرسایشی باشند.[۱۸]
- زمین‌چهر رسوب رودخانه‌ای: فرایندهای رسوب رودخانه‌ای، زمین‌چهر رسوب رودخانه‌ای پدید می‌آورد. زمین‌چهر رسوب رودخانه‌ای تقریباً در همه جای زمین یافت می‌شود و دو نوع دارد: زمین‌چهرهایی که توسط فرایندهای رسوب رودخانه‌ای کنده می‌شوند (فرسایشی) و زمین‌چهرهایی که توسط فرایندهای رسوب رودخانه‌ای ساخته می‌شوند (رسوبی). دره‌ها از عوارض فرسایشی و دشت‌های سیلابی و سدهای ساحلی از عوارض رسوبی این زمین‌چهر هستند.[۱۹]
- زمین‌چهر یخچالی: زمین‌چهر یخچالی حاصل از روان شدن یخ (آب ذوب‌شده) است. امروزه، چندین زمین‌چهر در مناطق یخ‌بسته مانند گرینلند، قطب جنوب و بسیاری از رشته‌کوه‌های مرتفع در زمین شکل گرفته‌است. علاوه بر این، یخچال‌های طبیعی در طول تاریخ زمین گسترش بسیاری یافته‌اند و زیاد شده‌اند. در بازپسین عصر یخبندان که حدود ۲۰٬۰۰۰ تا ۱۵٬۰۰۰ سال پیش به پایان رسید، بیش از ۳۰ درصد از سطح زمین توسط یخ پوشیده شده‌بود.[۲۰]
- زمین‌چهر اقیانوسی و کرانه‌ای: کرانه (ساحل) منطقه‌ای از زمین است که توسط عمل امواج و جریان‌ها ساخته شده‌است.[۲۱] بیشتر کف اقیانوس‌ها دور از دسترس نور خورشید و چشم انسان است و زهکشی آب دریاها، وجود رشته‌کوه‌ها و دشت‌های پهناور در کف دریاها نشان داده‌است.[۲۲]
- زمین‌چهر آتشفشانی: زمین‌چهر آتشفشانی دارای مناظر آتشفشانی متنوع است که قابل تشخیص‌ترین این مناظر، آتشفشان‌ها، کاسه‌های آتشفشانی و گنبدهای گدازه هستند. زمین‌چهرهای آتشفشانی در اندازه، شکل، ترکیب و پیشینهٔ فوران با یک‌دیگر فرق دارند.[۲۳]
- زمین‌چهر بادی: زمین‌چهر بادی از فرسایش یا رسوب[۲۴] عوارض زمین توسط باد ساخته شده‌است[۲۵] و از فرسایش یا رسوب مواد سطحی توسط باد تشکیل شده‌است. این زمین‌چهر شامل برخی از عوارض زمین‌ریختی مانند تپه‌های شن و ماسه و سنگفرش‌های بیابانی است.[۲۴]

#### تغییرات بشر
آنتروپوسن نام عصری غیررسمی در زمین‌شناسی است که در سومین بخش کواترنری (۲٫۶ میلیون سال پیش–تاکنون) قرار دارد و محدودهٔ آن از نیمهٔ دوم سدهٔ هجدهم–تاکنون است. آنتروپوسین عصری است که تغییرات گستردهٔ انسان خردمند بر سطح زمین، جو زمین، اقیانوس‌ها و چرخه‌های طبیعی آغاز شد. چندی از دانشمندان استدلال می‌کنند که آنتروپوسین باید دنبالهٔ عصر هولوسین (۱۱٬۷۰۰ سال پیش–تاکنون) باشد.

## لایه‌های زمین
زمین دارای سه لایهٔ پوسته، گوشته و هسته است. شعاع متوسط کرهٔ زمین (از پوسته تا مرکز هسته) برابر با ۶٬۳۷۱ کیلومتر (۳٬۹۵۸٫۸ مایل) و با نماد علمی ۱۰۳×۶٫۳۷۱ کیلومتر است.

### پوسته
پوسته خارجی‌ترین لایهٔ زمین و شامل دو نوع قاره‌ای و اقیانوسی است و تنها جایی است که زندگی بر روی آن جریان دارد. پوستهٔ قاره‌ای زیر توده‌های زمین یافت می‌شود و کم‌تر از سنگ‌های چگال مانند سنگ خارا (گرانیت) ساخته شده‌است و ۱۰ تا ۷۵ کیلومتر (۶ تا ۴۷ مایل) ضخامت دارد (ژرفا متغیر است). پوستهٔ اقیانوسی نیز در کف اقیانوس‌ها یافت می‌شود و از سنگ‌های چگال مانند بازالت تشکیل شده‌است و حدود ۷ کیلومتر (۴ مایل) ضخامت دارد. پوستهٔ قاره‌ای تقریباً همیشه از پوستهٔ اقیانوسی قدیمی‌تر است. برخی از قدیمی‌ترین سنگ‌های جهان را در کمربند گرین استون نیوواگیتوک در کبک، کانادا می‌توان یافت و پوستهٔ قاره‌ای حدود ۴ میلیارد سال پیش شکل گرفته‌است. اما پوستهٔ قاره‌ای هنوز هم در جاهایی که پشتهٔ میانی اقیانوس نامیده می‌شود، تشکیل می‌شود. چگالی پوستهٔ قاره‌ای و اقیانوسی به ترتیب ۲٫۷ و ۳ گرم بر سانتی‌متر مکعب است. پوستهٔ قاره‌ای ۰٫۳۴۷ درصد جرم زمین و ۰٫۵۵۴ درصد جرم پوسته و گوشته و همچنین پوستهٔ اقیانوسی ۰٫۰۹۹ درصد جرم زمین و ۰٫۱۴۷ درصد جرم پوسته و گوشته را تشکیل می‌دهد. این لایه، سنگی و شکننده است و هنگام وقوع زمین‌لرزه می‌شکند.
پوستهٔ اقیانوسی که بالای منطقهٔ فرورانش تشکیل شده‌است، از چند لایه ساخته‌شده و رسوبات پوشاننده را شامل نمی‌شود. بالاترین لایه حدود ۵۰۰ متر (۰٫۳۱۰ مایل) ضخامت دارد و شامل گدازه‌های ساخته‌شده از بازالت است. پوستهٔ اقیانوسی از پوستهٔ قاره‌ای سنگین‌تر است و به‌طور مداوم و به آرامی در حال فرورفتن به زیر قارهٔ سبک‌تر قاره‌ای است که این فرایند مهم را فرورانش می‌نامند. در این فرایند، مجموعه و زنجیره‌ای از آتشفشان‌ها شکل می‌گیرد که قوس آتشفشانی نامیده می‌شود. در پایان، پوستهٔ اقیانوسی به اندازه‌ای به زیر پوستهٔ قاره‌ای فرومی‌رود تا این که وارد گوشته می‌شود. هنگامی که این رخداد روی می‌دهد، پوسته ذوب می‌شود و تفتال (ماگما) تا پشتهٔ میانی اقیانوسی بالا می‌آید و پوستهٔ اقیانوسی جدید ساخته می‌شود. این رخداد هر ۲۰۰ میلیون سال یا بیشتر روی می‌دهد که انسان آنها را می‌بیند

### گوشته
گوشته بزرگ‌ترین لایهٔ زمین است که زیر پوسته واقع‌شده و از ژرفای ۱۰ کیلومتری (۶ مایلی) درون زمین آغاز شده و تا ژرفای ۲٬۸۹۰ کیلومتری (۱٬۸۰۶ مایلی) درون زمین ادامه می‌یابد و ضخامت آن حدود ۲٬۹۰۰ کیلومتر (۱٬۸۰۲ مایل) است. گوشته به چهار لایه تقسیم می‌شود: سنگ‌کره، سست‌کره، گوشتهٔ بالایی و گوشتهٔ پایینی. گوشته ۶۷٫۳ درصد جرم زمین را تشکیل می‌دهد و دمای آن بیش از °۱۰۰۰ سانتی‌گراد است. سنگ‌های نیمه جامد بسیار گرم و چگال، گوشته را می‌سازند و آهن، منیزیم، آلومینیم، سیلیکون، اکسیژن و ترکیبات سیلیکات در این لایه وجود دارد.
از آن‌جا که زمین برای کشف مستقیم بیش از اندازه عمیق است، دانشمندان برای شناسایی گوشته از امواج لرزه‌ای استفاده می‌کنند. امواج لرزه‌ای توسط مواد گوناگون با سرعت‌ها و قدرت‌های گوناگون حرکت می‌کنند. شکافی ناگهانی میان امواج آهسته‌تر و سریع‌تر وجود دارد که این شکاف نشانهٔ مرز میان پوسته و گوشته است و ناپیوستگی موهوروویچیچ (یا موهو) نام دارد. در ژرفای ۲٬۹۰۰ کیلومتری (۱٬۸۰۲ مایلی) درون زمین، امواج اس که نمی‌توانند در مواد مایع به راه خود ادامه دهند، به‌طور ناگهانی ناپدید می‌شوند و امواج پی نیز می‌شکنند (خم می‌شوند). این بخش ناپیوستگی گوتنبرگ نام دارد و نشانهٔ پایان گوشته و آغاز هستهٔ مایع زمین است.

#### سنگ‌کره (لیتوسفر)
| Shows the extent and boundaries of tectonic plates, with superimposed outlines of the continents they support |               |
| نام صفحه | مساحت ۱۰۶ km۲ |
| صفحهٔ اقیانوس آرام                                                                                             | ۱۰۳٫۳         |
| صفحهٔ آمریکای شمالی                                                                                            | ۷۵٫۹          |
| صفحهٔ اوراسیا                                                                                                  | ۶۷٫۸          |
| صفحهٔ آفریقا                                                                                                   | ۶۱٫۳          |
| صفحهٔ جنوبگان                                                                                                  | ۶۰٫۹          |
| صفحهٔ هند-استرالیا                                                                                             | ۴۷٫۲          |
| صفحهٔ آمریکای جنوبی                                                                                            | ۴۳٫۶          |

سنگ‌کره (لیتوسفر) بخش خارجی سفت و سخت زمین است و جنس آن جامد است. سنگ‌کره حدود ۱۰۰ کیلومتر (۶۰ مایل) در بیش‌تر نقاط عمیق زمین نفوذ می‌کند و شامل بخش‌های بالایی شکنندهٔ گوشته و پوسته است. سنگ‌کره تمام سطح کرهٔ زمین از بالای کوه اورست تا انتهای درازگودال ماریانا را پوشش می‌دهد و از کانی‌ها تشکیل شده‌است. ضخامت سنگ‌کره به سن آن بستگی دارد (سنگ‌کرهٔ قدیمی‌تر، ضخیم‌تر است). سنگ‌کره در زیر پوسته به اندازه‌ای شکننده است که در برخی مناطق مانند یک بشقاب اقیانوسی فرورانده می‌تواند توسط گسل، زمین‌لرزه ایجاد کند. زمین به‌طور کلی دارای دو نوع سنگ‌کرهٔ اقیانوسی و قاره‌ای است.
سنگ‌کره همیشه به آرامی در حال حرکت است و به صفحات زمین‌ساختی تکه‌تکه شده‌است. بخش گوشتهٔ سنگ‌کره، جنبش صفحات را آسان‌تر می‌کند. جنبش سنگ‌کره (زمین‌ساخت بشقابی) عامل بسیاری از رویدادهای چشمگیر زمین‌شناسی است و وقتی که یک بشقاب (صفحه) زیر بشقابی دیگر حرکت می‌کنند یا دو بشقاب به یک‌دیگر مالش داده می‌شوند، می‌توانند زمین‌لرزه و آتشفشان ایجاد کنند. شش صفحهٔ بزرگ در قاره‌ها (به ویژه آمریکای شمالی، آفریقا و قطب جنوب) وجود دارد. اگرچه صفحه‌های کوچک برای شکل‌دادن به زمین مهم نیستند، اما صفحهٔ کوچکی مانند صفحهٔ خوآن دو فوکا مسئول آتشفشان‌های اقیانوس آرام در شمال‌غربی ایالات متحده آمریکا است.
سه نوع مرز زمین‌ساختی به نام‌های واگرا، همگرا و دگرگون وجود دارد. مرز واگرا زمانی روی می‌دهد که دو صفحهٔ زمین‌ساخت از هم دور شوند. در طول این مرز، گدازه‌ها از شکاف‌های طولانی فوران می‌کنند و آب‌فشان‌ها، آب بسیار گرم را به بیرون پرتاب می‌کنند و زمین‌لرزه‌های مکرر روی می‌دهد و تفتال (ماگما) از شکاف خارج می‌شود. تفتال پس از خارج شدن از شکاف، به سنگ جامد تبدیل می‌شود و پوستهٔ جدید در لبه‌های پاره‌شدهٔ صفحات شکل می‌گیرد. تفتال به بازالت (سنگ تیره و متراکم زمینهٔ کف اقیانوس‌ها) تبدیل می‌شود و این‌گونه در مرزهای واگرا، پوسته‌های اقیانوسی ساخته‌شده از بازالت ایجاد می‌شود. مرز همگرا زمانی روی می‌دهد که دو دو صفحهٔ زمین‌ساخت به هم نزدیک شوند که در این صورت دو صفحه به یک‌دیگر برخورد می‌کنند. در برخورد دو سنگ‌کرهٔ اقیانوسی، صفحه‌ای که قدیمی‌تر است، سردتر و چگال‌تر است و غرق خواهد شد. و به زیر صفحهٔ دیگر فرومی‌رود و یک گودال (مانند درازگودال ماریانا) و آتشفشان شکل می‌گیرد. در برخورد یک سنگ‌کرهٔ اقیانوسی و قاره‌ای، سنگ‌کرهٔ چگال‌تر (اقیانوسی) به زیر سنگ‌کرهٔ اقیانوسی فرومی‌رود. در این برخورد، گودال، زمین‌لرزه‌های ویران‌کننده ایجاد می‌شود و گدازه به سمت بالای کوه می‌آید و قوس آتشفشانی پدید می‌آورد و کوه‌ها بالا می‌آیند. در برخورد دو سنگ‌کرهٔ قاره‌ای، به دلیل نسبتاً سبک بودن سنگ‌های قاره‌ای و ایستادگی در برابر حرکت رو به پایین، هیچ‌کدام به زیر دیگری فرونمی‌روند. اما پوسته به چین خوردن تمایل پیدا می‌کند و سمت بالا یا کنار را تحت فشار قرار می‌دهد. در مرز دگرگون، لبه‌های صفحات به یک‌دیگر ساییده می‌شوند.

#### سست‌کره (استنوسفر)
سست‌کره (استنوسفر) بخش نرم کرهٔ زمین که زیر سنگ‌کره واقع‌شده و بخش‌هایی مانند گوشتهٔ بالایی را دربر می‌گیرد. این لایه از حدود ۱۰۰ کیلومتری (۶۰ مایلی) درون زمین آغاز شده و تا ۷۰۰ کیلومتری (۴۵۰ مایلی) درون زمین گسترش می‌یابد و تصور می‌شود که این لایه بسیار گرم‌تر از سنگ‌کره و به حالت مایع باشد.
اگرچه سنگ‌های سست‌کره جامد هستند، اما در پاسخ به تغییر شکل، روان و جاری می‌شوند. دلیل روان شدن این سنگ‌ها نیز دمای بالاتر از °۱۳۰۰ درجهٔ سانتی‌گرادی در اعماق زمین است. از دیدگاه ترکیب شیمیایی، اگر بخش‌های بالایی سست‌کره سرد شود، جزئی از سنگ‌کره به‌شمار می‌رود. تصور می‌شود که سست‌کره از سنگ‌های چگال مانند پریدوتیت‌ها ساخته شده‌باشد. این گمانه‌زنی از آن‌جا ریشه می‌گیرد که گدازه در فعالیت‌های آتشفشانی سست‌کره را ذوب می‌کند و به سطح زمین می‌رسد. گدازه‌ای با ترکیب مشابه این نوع گدازه می‌تواند از ذوب پریدوتیت‌ها به دست آمده‌باشد.
در سست‌کره، تعادل میان دما و فشار به گونه‌ای است که سنگ‌ها دارای استحکام کمی باشند. در گوشته، امواج لرزه‌ای سرعت و شتاب سست‌کره را می‌کاهند تا بتوانند از آن بگذرند و به این دلیل، سست‌کره را با «شتاب کم» نیز می‌شناسند. این ویژگی نشان می‌دهد که سست‌کره از سنگ‌های نیمه گداخته ساخته‌شده و مانند ماده‌ای است که از ذرات جامدی ساخته شده‌است که در میان آن‌ها فضاهای مایع وجود دارد.

### هسته
بخش مرکزی زمین هسته‌است. هستهٔ زمین دارای دو بخش است: هسته درونی و هسته بیرونی. هسته داخلی به دلیل فشار بسیار زیاد جامد و هسته خارجی، مایع است. قطر آن ۲۵۶۰ کیلومتر و دمای آن ۸۰۰ درجه سانتی گراد است. فاصله آن از سطح زمین ۶۳۳۶ کیلومتر است. مواد هسته به علت فشار زیادی که بر آن وارد می‌شود بسیار متراکم تراز سایر اجزای زمین است. هسته بیشتر از آهن و نیکل تشکیل شده‌است.

#### هستهٔ بیرونی

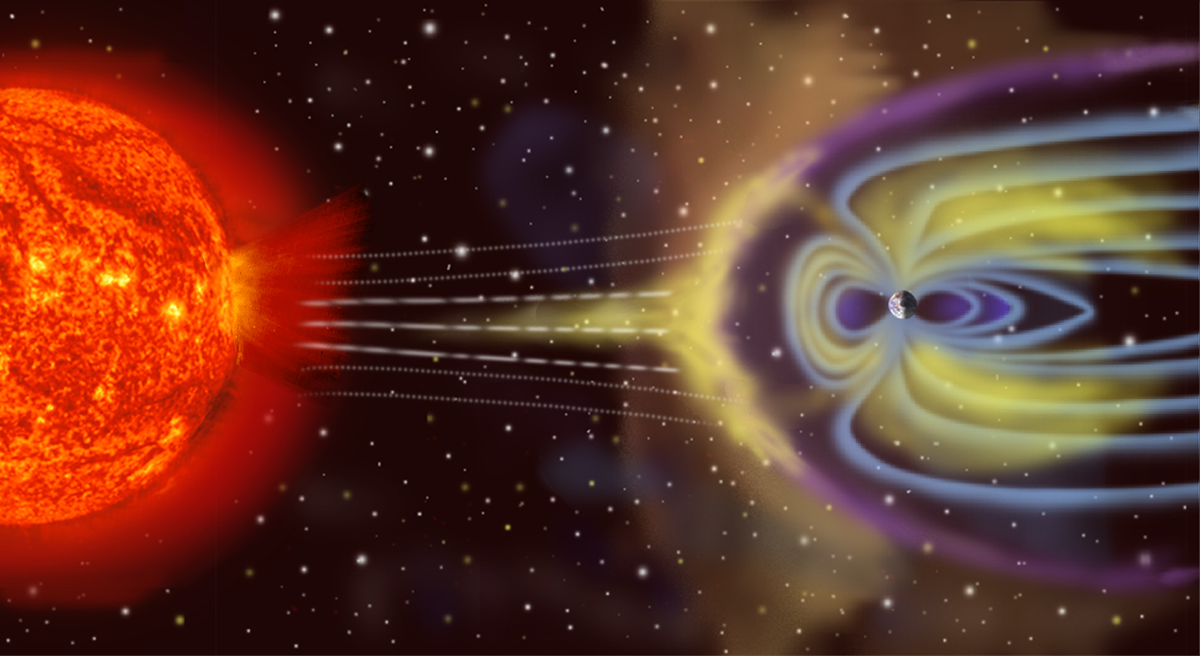
میدان مغناطیسی زمین که به باور دانشمندان توسط هستهٔ بیرونی زمین کنترل می‌شود، از زمین در برابر ذرات باردار منظومهٔ خورشیدی محافظت می‌کند.

هستهٔ بیرونی زمین از ژرفای ۲٬۸۹۰ کیلومتری (۱٬۸۰۶ مایلی) آغاز شده و تا ژرفای ۵٬۱۵۰ کیلومتری (۳٬۲۱۹ مایلی) زمین ادامه می‌یابد و ۳۰٫۸ درصد از جرم زمین را شامل می‌شود و در حال حرکت است. در ژرفای حدود ۲٬۸۸۰ کیلومتری (۱٬۸۰۰ مایلی)، ساختار درونی زمین به‌طور ناگهانی از سنگ‌های جامد گوشته به چرخش آهن مذاب هستهٔ بیرونی تغییر می‌کند. دمای هستهٔ بیرونی به اندازه‌ای زیاد است که فلزات را در این لایه به شکل مایع درآورده‌است و این لایه از فلزات ذوب‌شدهٔ آهن و نیکل ساخته شده‌است. آهن و نیکل دو فلز مهم هستند که در همه جای کرهٔ زمین یافت می‌شوند (در سطح زمین به حالت جامد یافت می‌شوند) که این فلزات آلیاژ (مخلوطی از عناصر فلزی) بسیار گرمی در هستهٔ بیرونی می‌سازند که دمای آن حدود °۴٬۰۰۰ تا °۵٬۰۰۰ سانتی‌گراد است. علاوه بر آهن و نیکل، مقدار چشم‌گیری گوگرد نیز در این لایه وجود دارد.
از آن جا که زمین، توپی فلزی (هسته) در وسط خود دارد، همهٔ این سیاره مغناطیسی است و دانشمندان بر این باورند که هستهٔ بیرونی همان چیزی است که میدان مغناطیسی زمین را کنترل می‌کند. میدان مغناطیسی زمین مانند یک حباب عمل می‌کند و از زمین در برابر ذرات باردار شناور پیرامون منظومهٔ خورشیدی مانند ذرات بارداری که از خورشید می‌آیند، محافظت می‌کند.

#### هستهٔ درونی

نمایی شماتیک از درون زمین: ۱: پوستهٔ قاره‌ای ۲: پوستهٔ اقیانوسی ۳: گوشتهٔ بالایی ۴: گوشتهٔ پایینی ۵: هستهٔ بیرونی ۶: هستهٔ درونی A: ناپیوستگی موهوروویچیچ (موهو) B: ناپیوستگی گوتنبرگ C: ناپیوستگی لهمان

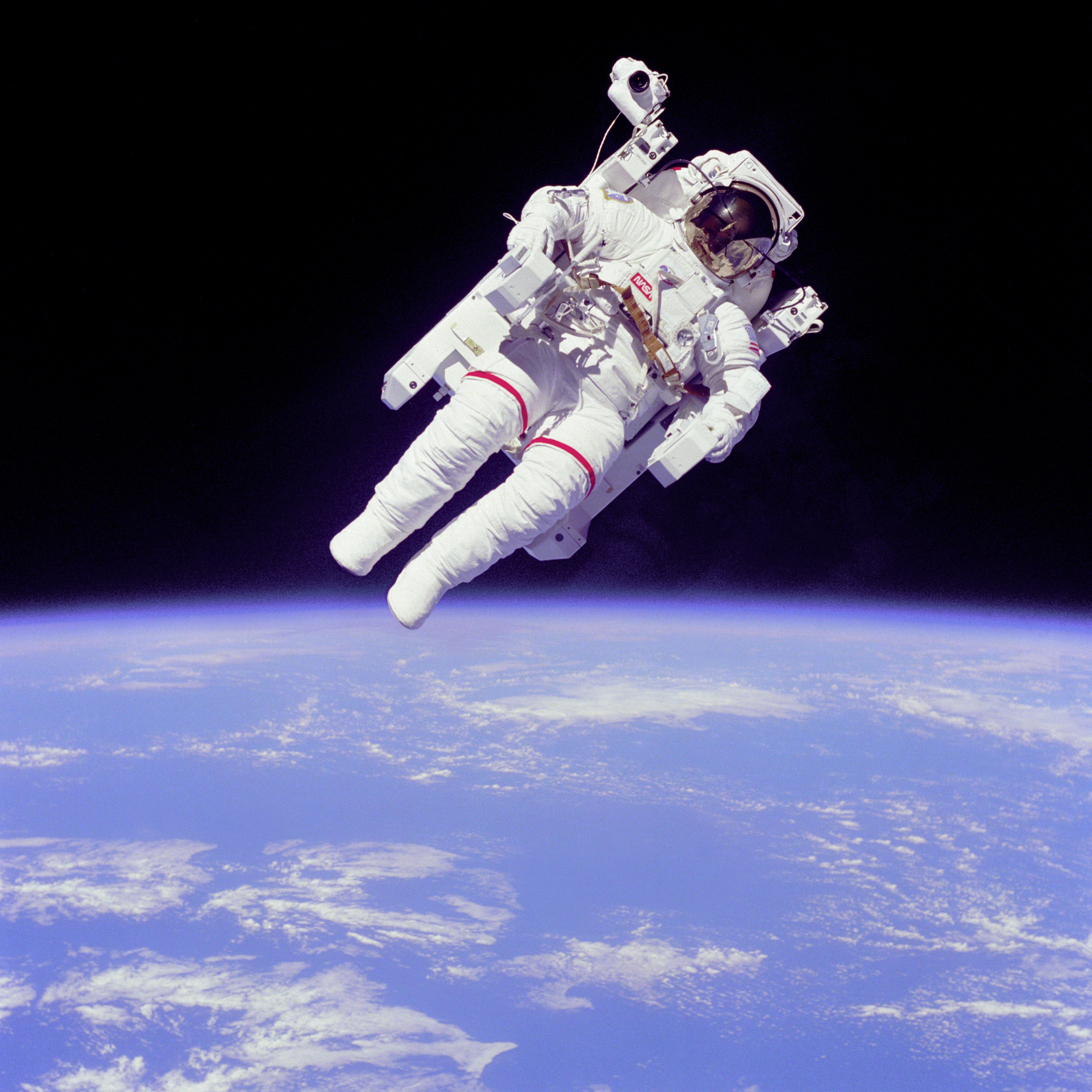
بروس مک‌کندلس دوم در یک راهپیمایی فضایی طی مأموریت اس‌تی‌اس-۴۱-بی

هستهٔ درونی زمین از حدود ۶٬۶۴۰ کیلومتر (۴٬۰۰۰ مایل) زیر پوسته آغاز شده و حدود ۱٬۲۸۰ کیلومتر (۸۰۰ مایل) ادامه می‌یابد. در هستهٔ زمین، دما و فشار به اندازه‌ای زیاد است (دمای °۶٬۰۰۰ سانتی‌گراد[ب] و فشار ۴۵٬۰۰۰ پوند بر اینچ مربع) که فلزات فشرده می‌شوند و می‌توانند مانند یک مایع حرکت‌کنند و در جاهایی که به شکل جامد هستند، وادار به لرزش هستند.
هستهٔ درونی عمدتاً از آهن ساخته شده‌است. اگرچه دما در هستهٔ درونی بسیار زیاد است، اما به دلیل فشار بسیار زمین، آهن نمی‌تواند ذوب شود و جنس هستهٔ درونی جامد است. هسته به‌طور منظم در حال حرکت است و می‌چرخد و دانشمندان بر این باورند که هستهٔ درونی سریع‌تر از بقیهٔ بخش‌های زمین می‌چرخد.
تاکنون هر آنچه که دربارهٔ هستهٔ درونی زمین مشخص شده‌است، از مطالعات ردیابی امواج لرزه‌ای (امواجی که از سطح زمین به درون زمین رفته‌اند) به دست آمده‌است. این مطالعات نشان داده‌اند که سفر به هستهٔ درونی از هر راستایی یکسان نیست و این نشان می‌دهد که جاهای مختلف هستهٔ درونی نیز یکسان نیست.
با توجه به برخی از بررسی‌های اخیر، شماری از فیزیکدانان ترجیح داده‌اند هستهٔ داخلی زمین را نه به عنوان یک جامد، بلکه به عنوان یک «پلاسما با رفتاری جامدگونه» بدانند.

## ویژگی‌های فیزیکی

### گرانش زمین
در دانش مکانیک، گرانش نیرویی جهانی است که همهٔ مواد را جذب می‌کند. این نیرو تا حد زیادی ضعیف‌ترین نیروی شناخته‌شده در طبیعت است که هیچ نقشی در تعیین ویژگی‌های درونی مواد ندارد. از سوی دیگر، این نیرو مدار سیارات منظومهٔ خورشیدی را کنترل می‌کند و در جاهای دیگر، ساختار ستارگان، کهکشان‌ها و کل کیهان را حفظ می‌کند. بر روی زمین، همهٔ اجسام دارای وزن هستند و متناسب با جرم آن اجسام، زمین بر روی آن‌ها نیروی گرانش اعمال می‌کند.
در آغاز سدهٔ شانزدهم میلادی، ستاره‌شناسانی مانند گالیلئو گالیله و تیکو براهه کشف کردند که زمین و سیارات دیگر به دور خورشید می‌چرخند و یوهانس کپلر نشان داد که سیارات در یک مدار بیضی‌شکل (نه دایره‌ای شکل) به دور خورشید می‌چرخند. اما سؤال این بود که چرا سیارات در مداری بیضی‌شکل به دور خورشید می‌چرخند و سرانجام آیزاک نیوتن گرانش زمین را کشف کرد. افسانه‌ای می‌گوید که وقتی نیوتن دید که سیبی در حال افتادن است، دربارهٔ نیروهای طبیعت به فکر افتاد و متوجه‌شد که نیرویی باید وجود داشته‌باشد که بر روی سیب در حال سقوط اثر بگذارد؛ در غیر این صورت، سیب شروع به حرکت نمی‌کند. او همچنین متوجه‌شد که ماه در مداری دور از زمین به دور زمین می‌چرخد و اگر نیرویی وجود نداشت، ماه به سمت زمین سقوط می‌کرد؛ در حالی که ماه تحت نیروی گرانش زمین به دور زمین می‌چرخد. سرانجام نیوتن این نیرو را گرانش نامید و مشخص کرد که نیروهای گرانشی میان همهٔ اجرام وجود دارد.
مقدار گرانش زمین ثابت نیست و همراه با امتداد سطح زمین، ارتفاع زمین و حتی زمان تغییر می‌کند، اما برای سادگی از گرانش استاندار زمین استفاده می‌شود. گرانش استاندارد زمین برابر با ۹/۸۰۶۶۵ متر بر مجذور ثانیه (m/s۲) یا ۳۲/۱۷۴۰ فوت بر مجذور ثانیه (ft/s۲) است. این مقدار، گرانش متوسط در °۴۵ عرض جغرافیایی در سطح دریاست و در محاسبات مهندسی نیز استفاده می‌شود. مقدار گرانش در سطح زمین به دلایلی متفاوت است:
1. چرخش زمین: چرخش زمین نیرویی را که پا احساس می‌کند، کاهش می‌دهد؛ بنابراین، انسان احساس می‌کند که در خط استوا سبک‌تر از قطب‌های زمین است. چرخش زمین حدود ۰٫۰۳± متر بر مجذور ثانیه بر گرانش اثر می‌گذارد.
2. ارتفاع از سطح دریا: در ارتفاعات بالاتر، چون اجسام دورتر از مرکز زمین هستند، گرانش زمین بر آن‌ها کمتر است؛ به طوری که در ارتفاع حدود ۱٬۰۰۰ متر، گرانش زمین بر اجسام حدود ۰٫۰۰۰۱ متر بر مجذور ثانیه کاهش می‌یابد.
3. تفاوت جرم: گرانش تابع جرم است و چون توده هوا یکنواخت نیست، گرانش نیز متغیر است. اندازه‌گیری‌های انجام‌شده‌شان می‌دهد که جرم حدود ۰٫۰۰۰۶± متر بر مجذور ثانیه بر مقدار گرانش (نسبت به وزن طبیعی) اثر می‌گذارد.
4. جزر و مد: تغییرات جزر و مدی (با توجه به کشش گرانشی خورشید و ماه) منجر به تغییر حدود ۰٫۰۰۰۰۰۳± متر بر مجذور ثانیه در گرانش می‌شود.

### دما و فشار زمین
با افزایش ژرفای زمین، دما و فشار زمین نیز افزایش می‌یابد. به طوری که با افزایش یک کیلومتر ژرفای زمین، دما °۲۵ سانتی‌گراد و فشار حدود ۲۵ اتمسفر[پ] افزایش می‌یابد. عامل این افزایش فشار و دما، وزن لایه‌های زمین است و فشار و دما حالت لایه‌های زمین را مشخص می‌کند.
در نزدیکی سطح زمین، فشار و دما کم است. برآورد شده‌است که دمای مرکز زمین حدود °۴٬۰۰۰ تا °۷٬۰۰۰ سانتی‌گراد و به اندازهٔ دمای سطح خورشید است. در این دما، سنگ و آهن به صورت جامد باقی می‌مانند. در ژرفای ۵۰ کیلومتری، میزان فشار نزدیک به ۲۰۰٬۰۰۰ پوند بر اینچ مربع است. در حالی که میزان فشار معمولی در لاستیک خودروها، حدود ۳۵ پوند بر اینچ مربع است. قراردادن فشار ۲۰۰٬۰۰۰ پوند بر اینچ مربع در لاستیک خودرو، موجب ترکیدن لاستیک و تبدیل آن به قطعات بسیار کوچک می‌شود. در پوسته، صفحات زمین‌ساختی معمولاً به صورت هموار حرکت می‌کنند، اما گاهی به یک‌دیگر برخورد می‌کنند و فشار حاصل می‌شود و زمین‌لرزه روی می‌دهد.

### جرم، حجم و چگالی زمین
| لایه        | درصد از جرم زمین |
| ----------- | ---------------- |
| پوسته       | ۰٫۴۷۳            |
| گوشته       | ۶۷٫۳             |
| هستهٔ بیرونی | ۳۰٫۸             |
| هستهٔ درونی  | ۱٫۷              |

جرم زمین برابر با ۵٬۹۷۲٬۱۹۰٬۰۰۰٬۰۰۰٬۰۰۰٬۰۰۰٬۰۰۰٬۰۰۰ کیلوگرم و با نماد علمی ۱۰۲۴×۵٬۹۷۲۲ کیلوگرم است. زمین تنها جرم بخشی از اجرام دیگر منظومهٔ شمسی را دارد؛ برای نمونه، جرم خورشید ۳۳۳٬۰۰۰ بار و جرم سیارهٔ برجیس ۳۱۸ بار بیشتر از زمین است. اجرام دیگری نیز در منظومهٔ شمسی وجود دارند که بخشی از جرم زمین را دارند؛ برای نمونه، سیارهٔ بهرام تنها ۱۱ درصد جرم زمین را دارد.

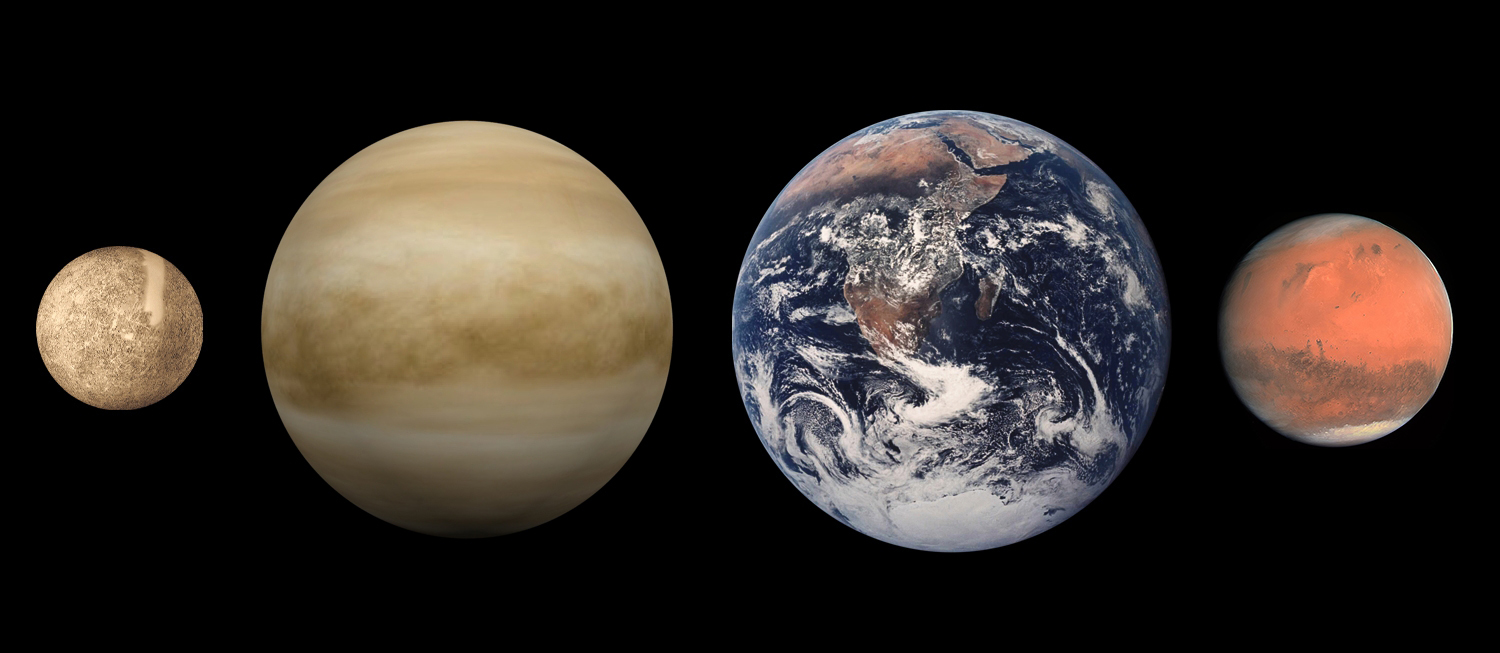
مقایسهٔ زمین با سیارات درونی دیگر سامانهٔ خورشیدی. از راست به چپ:بهرام، زمین، ناهید، تیر.

حجم زمین برابر با ۱٬۰۸۳٬۲۰۶٬۹۱۶٬۸۴۶ کیلومتر مکعب (۲۵۹٬۸۷۵٬۱۵۹٬۵۳۲ مایل مکعب) و با نماد علمی ۱۰۱۲×۱٫۰۸۳۲۱ کیلومتر مکعب است. زمین بزرگ‌ترین سیاره از میان چهار سیارهٔ درونی است؛ هر چند که در مقایسه با غول‌های گازی بسیار کوچک است. سیارهٔ تیر کوچک‌ترین سیارهٔ منظومهٔ شمسی است و حجم آن برابر با ۵/۴ درصد حجم زمین است. حجم سیارهٔ ناهید برابر با ۸۶ درصد حجم زمین است و حجم این سیاره بیش از هر سیارهٔ دیگری به زمین نزدیک است. حجم سیارهٔ بهرام برابر با ۱۵ درصد حجم زمین است و می‌توان بیش از شش سیاره به اندازهٔ مریخ را درون زمین جای داد. سیارهٔ برجیس بزرگ‌ترین سیارهٔ منظومهٔ شمسی است و می‌توان ۱۳۲۱ سیاره به اندازهٔ زمین را درون آن جای داد. سیارهٔ کیوان نیز دومین سیارهٔ بزرگ منظومهٔ شمسی است و می‌توان ۷۶۴ سیاره به اندازهٔ زمین را درون آن جای داد.
چگالی زمین برابر با ۵٫۵۱۳ گرم بر سانتی‌متر مکعب است. این عدد، چگالی متوسط همهٔ مواد در زمین است و این سیاره چگال‌ترین سیاره در منظومهٔ شمسی است. اگر فشرده‌سازی گرانشی که عامل چگال بودن زمین است، وجود نداشت، سیارهٔ تیر که دومین سیارهٔ چگال منظومهٔ شمسی است، چگال‌ترین سیارهٔ این منظومه می‌شد. چگالی زمین با تقسیم جرم زمین بر حجم آن محاسبه و سپس از کیلوگرم بر کیلومتر مکعب (kg/km3) به گرم بر سانتی‌متر مکعب (g/cm3) ساده می‌شود.

## پدیده‌ها و بلایای طبیعی

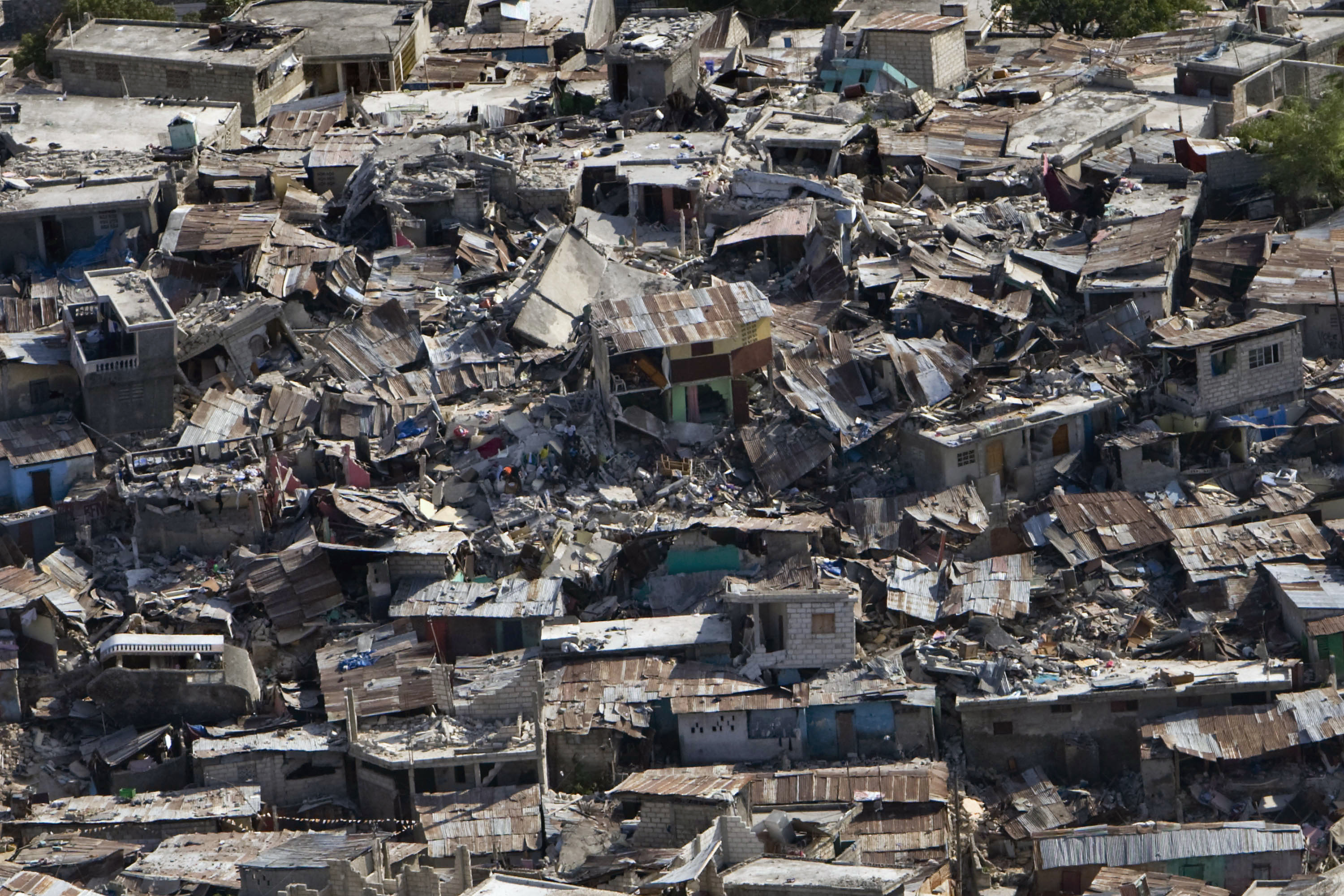
ساختمان‌های آسیب‌دیده در پورتو پرنس، هائیتی به موجب زمین‌لرزه هائیتی (۲۰۱۰)

- زمین‌لرزه: هر لرزش ناگهانی زمین ناشی از عبور امواج لرزه‌ای از میان سنگ‌های زمین است. هنگامی که انرژی در پوستهٔ زمین ذخیره می‌شود، امواج لرزه‌ای تولید می‌شود. این امواج در اثر آزاد شدن، بر سنگ‌های زمین فشار می‌آورند و در اثر شکستی و لغزش این سنگ‌ها، زمین‌لرزه رخ می‌دهد. زمین‌لرزه اغلب در امتداد گسل‌های زمین‌شناسی رخ می‌دهد. بزرگ‌ترین خطوط‌های گسل زمین در حاشیه و کنارهٔ بشقاب‌های زمین‌ساختی وجود دارد.[۷۱]
- سونامی: معمولاً توسط یک زمین‌لرزه یا لغزش زیر آبی و ساحلی یا فوران آتشفشان رخ می‌دهد و شامل امواج فاجعه‌بار اقیانوسی است. پس از رخ‌دادن زمین‌لرزه یا برخی پدیده‌های طبیعی دیگر، امواج نوسانی ساده‌ای بر روی سطح اقیانوس‌ها شکل می‌گیرد و گسترش می‌یابد. سرعت سونامی در آب‌های عمیق می‌تواند تا ۸۰۰ کیلومتر بر ساعت (۵۰۰ کیلومتر بر ساعت) برسد. طول موج این امواج حدود ۱۰۰ تا ۲۰۰ کیلومتر (۶۰۰ تا ۱۲۰ مایل) و دامنهٔ (ارتفاع) آن‌ها ۳۰ تا ۶۰ سانتی‌متر (۱ تا ۲ فوت) و دورهٔ آن از ۵ دقیقه تا بیش از ۱ ساعت است.[۷۲]
- سیل: بالا آمدن آب بر روی زمین به ویژه زمین خشک است، مانند این که رودخانه دشتی را غرق می‌کند و یک دشت سیلابی پدید می‌آورد.[۷۳]
- آتشفشان: فوران و بیرون ریختن گدازه و سنگ‌های گداخته در پوستهٔ زمین است. با این که فوران‌های آتشفشانی جذاب و تماشایی هستند، می‌تواند جان و مال مردم را به ویژه در مناطق پرجمعیت جهان بگیرد. گاهی با آغاز تجمع تفتال (ماگما) در مخازن نزدیک سطح زمین و پیش از بیرون ریختن از زمین، ممکن‌است زمین‌لرزه‌های کوچکی رخ‌دهد.[۷۴]

## زمین‌شناسی اقتصادی
زمین‌شناسی اقتصادی نظم و انضباط علمی در رابطه با توزیع ذخایر معدنی، ملاحظات بازاریابی و ارزیابی ذخایر در دسترس است. معاملات زمین‌شناسی اقتصادی شامل معاملات کانی‌های فلزی، سوخت سنگواره‌ای (مانند نفت، گاز طبیعی و زغال سنگ) و مواد دیگری مانند نمک، گچ و سنگ ساختمان است که ارزش تجاری داشته‌باشند. اصول و روش‌هایی در زمینه‌های مختلف دانش‌ها و علوم زمین‌شناسی به ویژه ژئوفیزیک، زمین‌شناسی ساختاری و چینه‌شناسی اعمال می‌شود. هدف اصلی این اصول و روش‌ها، راهنمایی اکتشاف کانی‌ها و کمک معادن به اقتصاد است. کارشناسان و متخصصان زمین‌شناسی اقتصادی اغلب در استخراج کانی‌ها کمک می‌کنند.

## واژه‌نامه
1. ↑  P-Wave
2. ↑  S-Wave
3. ↑  Pangaea
4. ↑  Ocean
5. ↑  Panthalassa
6. ↑  Alfred Wegener
7. ↑  Mesosaurus
8. ↑  Permain
9. ↑  Jurassic
10. ↑  Oceania
11. ↑  Plateau
12. ↑  Perito Moreno Glacier
13. ↑  Granite
14. ↑  Basalt
15. ↑  Nuvvuagittuq greenstone belt
16. ↑  Magma
17. ↑  Silicate Compounds
18. ↑  Mohorovicic Discontinuity
19. ↑  Moho
20. ↑  Gutenberg Discontinuity
21. ↑  Lithosphere
22. ↑  Jean de Fuca Plate
23. ↑  Asthenosphere
24. ↑  Peridotite
25. ↑  Lehmann Discontinuity
26. ↑  Bruce McCandless II
27. ↑  STS-41-B
28. ↑  Johannes Kepler